# Manuel Iturri
Manuel Iturri (Chaco, Argentina) fue un exfutbolista argentino que se desempeñaba como delantero.

## Clubes
| Club              | País      | Año         |
| ----------------- | --------- | ----------- |
| Chacarita Juniors | Argentina | 1935 - 1936 |
| River Plate       | Argentina | 1936 - 1937 |
| Talleres (RdE)    | Argentina | 1937 - 1938 |
| Sportivo Dock Sud | Argentina | 1939        |